# Francisco Manzano Alfaro
Francisco Manzano Alfaro (Granada, 1854-Torrelavega, 7 de julio de 1928) fue un abogado y político español, diputado a las Cortes Españolas y gobernador civil de Barcelona en 1902 y en 1906-1907.
Era casado con María Auristela Guinea y Valdivieso, VI marquesa de las Salinas desde 1924. Licenciado en derecho por la Universidad de Granada, fue miembro de la Academia de Jurisprudencia de Granada. Entre noviembre de 1897 y enero de 1898 fue gobernador civil de la provincia de Santa Cruz de Tenerife.
En 1902 fue nombrado unos meses gobernador civil de Barcelona. A las elecciones generales españolas de 1905 fue elegido diputado por el distrito de Granada por el Partido Liberal Fusionista, pero en 1906 renunció al escaño cuando fue nombrado nuevamente gobernador civil de Barcelona, cargo que ocupó hasta enero de 1907. Posteriormente fue gobernador civil de Guipúzcoa.
Director general de Propiedades y Derechos del Estado en 1913.
Después fue elegido nuevamente diputado por el distrito de Guadix a las elecciones generales españolas de 1910 y por el de Loja a las elecciones generales españolas de 1916.